# Nikonos
Nikonos — семейство малоформатных фотоаппаратов со сменными объективами, специально предназначенных для подводной съёмки. Первые модели Nikonos были усовершенствованными версиями французских камер Calypso Phot, разработанных бельгийским инженером Жаном де Вутерсом (фр. Jean de Wouters) при участии Жака-Ива Кусто (фр. Jacques-Yves Cousteau). 
После того, как компания Nippon Kogaku приобрёла права на конструкцию Calypso, был налажен выпуск в Японии, где камеры были серьёзно усовершенствованы, став основой обширной фотосистемы. Благодаря надёжности и высокому качеству изображения, фотоаппараты Nikonos быстро приобрели популярность как среди профессиональных дайверов, так и среди любителей подводного спорта. На несколько десятилетий эти камеры стали практически мировым стандартом в подводной фотографии. Выпуск фотоаппаратуры этой марки прекращён в 2001 году, но она до сих пор успешно эксплуатируется и высоко ценится на вторичном рынке.

## Историческая справка
Компания Nikon (в то время — Nippon Kogaku K. K.) начала разработки для подводной фотографии в 1956 году, выпустив бокс Nikon Marine для своей дальномерной камеры Nikon S2. Примерно в это же время Жан де Вутерс собрал первый прототип, названный в честь корабля «Калипсо», и позднее запатентованный французской компанией La Spirotechnique. Своей главной задачей конструктор считал создание камеры, пригодной не только для работы под водой, но и для обычной фотографии на суше. Рынок дайвинга в тот момент практически отсутствовал, и окупить затраты продажа фотоаппарата эксклюзивного назначения не могла. В 1961 году небольшая компания ATOMS (фр. Association de Techniciens en Optique et Mecanique Scientifique) в Ницце начала серийный выпуск камер под названием Calypso Phot, а производство объективов разместили в фирме SOM Berthiot.
Руководство La Spirotechnique понимало, что не имеет опыта оптико-механического производства, и начала переговоры с Nippon Kogaku, в тот момент уже всемирно известной своими фотоаппаратами. В феврале 1962 года компании подписали соглашение, которым права на выпуск и международную дистрибуцию фотоаппаратов этого типа передавались японской фирме. В самой Франции и в пределах Европейского экономического сообщества продавать камеры под названием Calypso/Nikkor имела право только La Spirotechnique. В 1963 году в Японии начат выпуск фотоаппаратов под брендом Nikonos с объективами W-Nikkor, специально сконструированными для подводной съёмки.
Камеры оказались пригодны не только для съёмки под водой, и использовались как обычный шкальный фотоаппарат в сложных погодных условиях. Благодаря отличной защите от песка и влаги, камеры отлично зарекомендовали себя в джунглях, где ими работали освещавшие вьетнамскую войну фотожурналисты. Фотолюбители также полюбили этот фотоаппарат, пригодный для экстремального туризма и простых поездок к морю. Через год после начала выпуска продажи Nikonos I практически догнали культовый профессиональный Nikon F. Появление Nikonos, прозванного «фотоджипом», запустило целую волну новых разработок всепогодных и ударопрочных фотоаппаратов. Бурное развитие и популяризация подводной фотографии также связаны с созданием этой камеры. В 2001 году из-за цифровой революции Nikon посчитал дальнейший выпуск Nikonos бесперспективным, и объявил о его прекращении. В сентябре 2013 года публике представлен беззеркальный фотоаппарат Nikon 1 AW1, ставший цифровой заменой камерам Nikonos.

## Технические особенности
Фотоаппарат Calypso, ставший прототипом для Nikonos, произвёл настоящую революцию в подводной фотографии. До его появления было принято использовать обычные камеры, помещённые в герметичный бокс. В таком виде они становились громоздкими, а управление съёмочными параметрами было неудобным и чаще всего ограниченным. Calypso изначально разрабатывался как специальная подводная камера, не требующая бокса. Фотоаппарат состоял из внутреннего и внешнего алюминиевых корпусов, соединяющихся через резиновую прокладку, и объектива со специальным байонетом, снабжённым уплотнительным кольцом. Благодаря такой конструкции удалось избежать изменения рабочего отрезка из-за деформации корпуса при погружении.
Одной из ключевых особенностей фотоаппарата был фокальный затвор оригинальной конструкции. Вместо гибких тканевых шторок кадровое окно перекрывали две металлические заслонки, в момент экспозиции движущиеся вертикально вдоль короткой стороны кадра. Конструкция подобна появившемуся позднее ламельному затвору, но с цельными шторками, не складывающимися при открывании в стопку. Из-за этого вертикальный размер корпуса камеры значительно больше традиционного для малоформатных фотоаппаратов, но устойчивость такого затвора к влаге и морской воде оказалась более важным достоинством, чем компактность. В поздних моделях IV-A и V, разработанных Nikon заново, использован ставший массовым ламельный затвор.
Отдельную проблему составила фокусировка объективов. Несмотря на то, что в большинстве источников фотоаппараты Nikonos называются дальномерными, первые 5 моделей этой камеры имеют шкальную наводку без каких-либо фокусировочных устройств. Из-за более высокого, чем у воздуха, показателя преломления воды, предметы в ней кажутся ближе и крупнее, чем на самом деле. Шкалы расстояний первых объективов W-Nikkor размечались как у обычной надводной оптики, и под водой вводили в заблуждение. Поэтому следующая серия UW-Nikkor оснащена смещёнными шкалами расстояний с учётом визуального восприятия под водой. С такой разметкой объектив уменьшает количество ошибок фокусировки в подводном положении, но неудобен для съёмки на суше.
Окончательно решить проблему фокусировки удалось только в последней модели Nikonos RS AF, выполненной по схеме однообъективного зеркального фотоаппарата с автофокусом. Однако, модель оказалась настолько дорогой, что выпускалась всего несколько лет, и в конце концов была снята с производства задолго до прекращения выпуска линейки Nikonos. Продажи фотоаппарата дополнительно ограничил тот факт, что из-за уникальных технических характеристик он попал в японский список стратегических технологий, экспорт которых ограничен. По заказу ВМФ США несколько экземпляров камер были снабжены цифровым задником Kodak, преобразовав таким образом фотоаппараты в цифровые Kodak DCS 425. По некоторым данным, они до сих пор используются в некоторых военно-морских подразделениях для разведывательных целей.

## Модели
За всё время существования бренда Nikonos выпущено шесть моделей фотоаппаратов. Их данные приведены в таблице.
| Модель | Начало выпуска | Конец выпуска | Изображение | Размеры, мм.               | Масса, г.        | Экспонометр                                        | Выдержки | Фокусировка           | Ссылка |
| ------ | -------------- | ------------- | ----------- | -------------------------- | ---------------- | -------------------------------------------------- | --- | --------------------- | ------ |
| (I)    | 1963/03        | 1969/03       |             | 125 × 97 × 68 с объективом | 700 с объективом | Отсутствует                                        | B, 1⁄30, 1⁄60, 1⁄125, 1⁄250, 1⁄500 | Шкальная              | [ 13 ] |
| II     | 1968/05        | 1976/03       |             | 129 × 99 × 47 корпус       | 495 корпус       | Отсутствует                                        | B, 1⁄30, 1⁄60, 1⁄125, 1⁄250, 1⁄500 | Шкальная              | [ 14 ] |
| III    | 1975/06        | 1983/09       |             | 144 × 99 × 47 корпус       | 620 корпус       | Отсутствует                                        | B, 1⁄30, 1⁄60, 1⁄125, 1⁄250, 1⁄500 | Шкальная              | [ 15 ] |
| IV-A   | 1980/07        | 1984          |             | 149 × 99 × 58 корпус       | 740 корпус       | TTL-экспонометр, Приоритет диафрагмы               | Бесступенчато от 1⁄30 до 1⁄1000 Без батарей (B, 1⁄90)                                                                                               | Шкальная              | [ 16 ] |
| V      | 1984/04        | 2001/10       |             | 146 × 99 × 58 корпус       | 700 корпус       | TTL-экспонометр, Приоритет диафрагмы и полуавтомат | Бесступенчато от 1⁄30 до 1⁄1000 (автоматический режим) Ручные (электронная отработка 1⁄30, 1⁄60, 1⁄125, 1⁄250, 1⁄500, 1⁄1000) Без батарей (B, 1⁄90) | Шкальная              | [ 17 ] |
| RS     | 1992/06        | 1996/08       |             | 196 × 151 × 85 корпус      | 2130 корпус      | TTL-экспонометр, Приоритет диафрагмы и полуавтомат | от 1 до 1⁄2000 и B | Зеркальный, автофокус | [ 13 ] |

## Объективы
За исключением единственного надводного брызгозащищённого LW-Nikkor 2,8/28, все объективы для камер Nikonos управляются не кольцами, а двумя вращающимися головками, более удобными для работы в перчатках. Одна из них предназначена для регулировки диафрагмы, а другая — для фокусировки. Кроме того, перед линзами в оправах всех объективов установлена плоскопараллельная стеклянная пластина, предотвращающая непосредственный контакт с водой. Из-за рефракции в воде угловое поле объектива сужается, и объектив с фокусным расстоянием 37 мм, под водой покрывает только поле зрения объектива 50 мм. Это же соотношение справедливо для любых фокусных расстояний, в морской воде удлиняющихся с коэффициентом 1,34. Из-за повышенного светорассеяния, съёмка с больших расстояний в воде затруднена. Поэтому большинство подводных объективов UW-Nikkor с точки зрения обычного фотографа относятся к широкоугольным, на самом деле являясь нормальными. Байонет всех шкальных моделей Nikonos несовместим ни с одним другим, и состоит из двухлепесткового хвостовика объектива, входящего во внутренний корпус, и кольцевого уплотнителя сопряжения с внешней оболочкой камеры. При этом какой-либо фиксатор байонета отсутствует, и от проворота объектив удерживается трением резиновой прокладки.
Байонет RS зеркального Nikonos RS AF механически идентичен классическому байонету F, но для герметизации дополнен ещё одним внешним соединением. Из-за этого лепестки основного байонета слегка развёрнуты относительно стандартного положения на камере. В результате электрические контакты интерфейса и полумуфта «отвёрточного» автофокуса смещены на тот же угол, исключая совместимость со стандартной оптикой Nikkor.